# جون كليري (روائي)
جون كليري (بالإنجليزية: Jon Cleary)‏ (22 نوفمبر 1917 في أستراليا - 19 يوليو 2010، نيوساوث ويلز في أستراليا)؛ كاتب سيناريو وروائي أسترالي.

## روابط خارجية
- جون كليري على موقع IMDb (الإنجليزية)
- جون كليري على موقع ألو سيني (الفرنسية)
- جون كليري على موقع قاعدة بيانات الأفلام السويدية (السويدية)
- جون كليري على موقع قاعدة بيانات الفيلم (الإنجليزية)
- جون كليري على موقع كينوبويسك (الروسية)